# Tiro nos Jogos Olímpicos Intercalados de 1906
Nos Jogos Olímpicos Intercalados de 1906 em Atenas, 12 eventos de tiro foram realizados, todos masculinos. Denominados Jogos Intercalados, a edição de 1906 não é considerada oficial pelo Comitê Olímpico Internacional.

## Medalhistas
Masculino
| Evento                               | Ouro                                                                                                 | Prata                                                                                 | Bronze                                                                                    |
| ------------------------------------ | --- | ------------------------------------------------------------------------------------- | ----------------------------------------------------------------------------------------- |
| Tiro rápido 25m                      | Maurice Lecoq · França                                                                               | Léon Moreaux · França                                                                 | Aristidis Rangavis Grécia                                                                 |
| Pistola livre 50m                    | Georgios Orfanidis Grécia                                                                            | Jean Fouconnier · França                                                              | Aristidis Rangavis Grécia                                                                 |
| Pistola de duelo Au Visé 20m         | Léon Moreaux · França                                                                                | Cesare Liverziani Itália                                                              | Maurice Lecoq · França                                                                    |
| Pistola de duelo Au Commandement 25m | Konstantinos Skarlatos Grécia                                                                        | Hübner von Holst · Suécia                                                             | Vilhelm Carlberg · Suécia                                                                 |
| Revólver militar 20m                 | Louis Richardet · Suíça                                                                              | Alexandros Theofilakis Grécia                                                         | Georgios Skotadis Grécia                                                                  |
| Revólver militar modelo Gras 20m     | Jean Fouconnier · França                                                                             | Raoul de Boigne · França                                                              | Hermann Martin · França                                                                   |
| Carabina posição livre               | Marcel Meyer de Stadelhofen · Suíça                                                                  | Konrad Stäheli · Suíça                                                                | Léon Moreaux · França                                                                     |
| Carabina três posições por equipe    | Konrad Stäheli · Jean Reich · Louis Richardet · Marcel Meyer de Stadelhofen · Alfred Grütter · Suíça | Gudbrand Skatteboe · Jul Braathe · Albert Helgerud · John Møller · Ole Holm · Noruega | Léon Moreaux · Maurice Lecoq · Raoul de Boigne · Jean Fouconnier · Maurice Faure · França |
| Carabina militar 200m                | Léon Moreaux · França                                                                                | Louis Richardet · Suíça                                                               | Jean Reich · Suíça                                                                        |
| Carabina militar 300m                | Louis Richardet · Suíça                                                                              | Jean Reich · Suíça                                                                    | Raoul de Boigne · França                                                                  |
| Fossa olímpica tiro único            | Gerald Merlin Grã-Bretanha                                                                           | Ioannis Peridis Grécia                                                                | Sidney Merlin Grã-Bretanha                                                                |
| Fossa olímpica tiro duplo            | Sidney Merlin Grã-Bretanha                                                                           | Anastasios Metaxas Grécia                                                             | Gerald Merlin Grã-Bretanha                                                                |

## Quadro de medalhas
| Ordem | País         | Medalha de ouro | Medalha de prata | Medalha de bronze | Total |
| ----- | ------------ | --------------- | ---------------- | ----------------- | ----- |
| 1     | França       | 4               | 3                | 5                 | 12    |
| 2     | Suíça        | 4               | 3                | 1                 | 8     |
| 3     | Grécia       | 2               | 3                | 3                 | 8     |
| 4     | Grã-Bretanha | 2               | 0                | 2                 | 4     |
| 5     | Suécia       | 0               | 1                | 1                 | 2     |
| 6     | Itália       | 0               | 1                | 0                 | 1     |
| 6     | Noruega      | 0               | 1                | 0                 | 1     |
|       |              |                 |                  |                   |       |
| Total | Total        | 12              | 12               | 12                | 36    |